# Таулант Сефгінай
Таулант Сефгінай (алб. Taulant Sefgjinaj, нар. 21 липня 1986, Лач) — албанський футболіст, захисник клубу «Лачі».
Виступав, зокрема, за клуби «Лачі» та «Теута».
Володар Кубка Албанії. 

## Ігрова кар'єра
У дорослому футболі дебютував 2009 року виступами за команду клубу «Лачі», в якій провів один сезон, взявши участь у 22 матчах чемпіонату. Більшість часу, проведеного у складі «Лачі», був основним гравцем захисту команди.
Своєю грою за цю команду привернув увагу представників тренерського штабу клубу «Теута», до складу якого приєднався 2010 року. Відіграв за команду з Дурреса наступний сезон своєї ігрової кар'єри.
До складу клубу «Лачі» повернувся у 2011 році. Відтоді встиг відіграти за команду 67 матчів в національному чемпіонаті.

## Титули і досягнення
- Володар Кубка Албанії (2):

«Лачі»: 2013, 2015
- Володар Суперкубка Албанії (1):

«Лачі»: 2015